# 大見洋太
大見 洋太（おおみ ようた、1994年7月5日 - ）は、日本の舞台俳優である。
AYRTON所属。

## 人物
- 趣味は野球、ドライブ、映画鑑賞。特技は剣道（初段）、野球、歌。双子の弟。兄は同事務所所属俳優の大見拓土である。
- 2024年1月6日付で約4年半所属したAtoMエンターテイメントを契約満了に伴い退所[2]。同年2月1日よりAYRTONに所属[3]。

## 出演作品

### 舞台
2019年
- OZMAFIA!! sink into oblivion（10月23日 - 27日、こくみん共済 coop ホール / スペース・ゼロ） - エリング 役
- オタッカーズ・ハイ（11月27日 - 12月1日、バルスタジオ） -  木下 役

2020年
- 朧にかすむ月 （3月5日 - 9日、新宿シアターモリエール） - 楠 政宗 役
- 天満月の猫（4月29日 - 5月11日、シアター風姿花伝） - メモリー役※新型コロナウイルス感染拡大により公演中止
- 恋とパズルとシャンプーと。 （10月28日 - 11月1日、 「劇」小劇場） - 主演：松井孝雄 役（Ｗ主演）
- 左ききのエレン〜横浜のバスキア篇〜 （11月25日 - 29日、横浜市泉区民文化センター テアトルフォンテ ホール） - 流川俊 役
- 初等教育ロイヤル 白組（12月25日 - 2021年1月8日、COOL JAPAN PARK OSAKA TTホール、シアター1010） - 小林くん 役  ※1月7日無観客公演(アーカイブ配信)、8日公演中止

2021年
- 左ききのエレン〜バンクシーのゲーム篇〜（1月21日 - 24日、六行会ホール） - 流川俊 役
- 蒼い薔薇のシグナル 2021（3月3日 - 7日、ザ・ポケット） - 幸司 役
- RICE on STAGE ラブ米 〜Rice will come〜 （11月18日 - 28日、品川プリンスホテル クラブeX） - 風さやか 役

2022年
- MARGINAL#4 BIG BANG STAGE （2月23日 - 27日、ヒューリックホール東京） - 野村エル 役
- Astrologhias！mythos2（5月6日 - 8日、科学技術館サイエンスホール） - バルゴ 役 
- ジュエルステージ オンエア！（6月3日 - 12日、東京ドームシティ シアターGロッソ） - 愛澤心 役
- 雨降る正午、風吹けば （7月13日 - 24日、八王子小劇場） - 柳秀明 役 ※7月23日、24日公演中止
- グルメ戦隊 クラックスW （7月30日 - 31日、MARRYGRANT AKASAKA） - 阿久津鷹彦 役
- DARKNESS HEELS〜THE LIVE〜2022 （9月15日 - 20日、シアター1010） - ノーム・ジェイ役
- Love Letter for You（11月19日、新宿村LIVE） - 鈴木徹 役
- STAGE FES 2022-2023 （12月31日 、TACHIKAWA STAGE GARDEN） -  風さやか 役

2023年
- 信長未満—転生光秀が倒せない— （3月23日 - 26日、KAAT 神奈川芸術劇場 ホール） - 斎藤道三 役
- 吸血鬼すぐ死ぬ（6月2日 - 11日、天王洲 銀河劇場） - メドキ 役
- ジュエルステージ オンエア！〜Unit Stories side MAISY、side Re:Fly、side エメ⭐︎カレ〜（7月15日 - 8月6日、品川プリンスホテル クラブeX） -  愛澤心 役 ※7月20日公演中止
- Astrologhias!〜Extra〜（9月23日 - 24日、築地本願寺ブディストホール） - バルゴ 役
- 最果てリストランテ（10月6日 ｰ 9日、労音大久保会館R'sアートコート） - 小林蒼 役
- ジュエルステージ オンエア！〜Unit Stories side Hot-Blood、side drop〜（10月5日 - 29日、Theater Mixa） -  ライブゲスト 愛澤心 役

2024年
- レジスタンスイレブン〜陰謀を阻止せよ〜（1月7日・8日、TACCS1179）
- Route Theaterこけら落とし公演／舞台『ギャングアワー』（04月16日 - 21日、Route Theater） -  田中 役
- WBB vol.25「バンクパック」（06月01日 - 10日、紀伊國屋サザンシアター TAKASHIMAYA） - 翔太 役
- 東京リベンジャーズ -天竺編-（8月29日 - 9月16日、森ノ宮ピロティホール、IMM THEATER ） - 河田ソウヤ 役
- sitcomLab 第6弾 「苦闘のラブリーロバー」（12月10日 - 15日、ザ・ポケット） - 主演：泥棒 役 

2025年
- ネルケプランニング30th ANNIVERSARY『ネルフェス2024』後夜祭！（1月17日 - 26日、Route Theater） - 愛澤心、風さやか 役 
- 神戸セーラーボーイズ 定期公演vol.4 RICE on STAGE「#ラブ米」～Golden wheat～（3月14日 - 28日、AiiA 2.5 Theater Kobe、Theater Mixa） - 風さやか 役 
- ミュージカル『ロミオの青い空』～誓い～（5月2日 - 11日、天王洲 銀河劇場） - リオ 役 
- 地獄の控室（5月30日 - 6月8日、ザ・ポケット） - バッシー 役 
- 東京リベンジャーズ ―The LAST LEAP―（6月26日 - 7月10日、COOL JAPAN PARK OSAKA、KAAT 神奈川芸術劇場 ホール） - 河田ソウヤ 役 
- 神戸セーラーボーイズ Assort Box 2025（7月25日 - 8月18日、扇町ミュージアムキューブ CUBE01、CBGKシブゲキ!!） - 風さやか 役 
- sitcomLab 第9弾 「いえないアメイジングファミリー」（10月8日 - 12日、ザ・ポケット） - 主演：晴海 役
- ミュージカル『ロミオの青い空』～絆～（12月上演予定、天王洲 銀河劇場） - リオ 役 

### イベント

#### 個人・双子イベント
- チーム仲良し大見&八島バースデーイベント！〜あれ、田中どこ行った？〜（2019年7月13日、関交恊ハーモニックホール） - サプライズゲスト
- 大見拓土 1stソロイベント Journey～旅の始まり～ 1部ゲスト（2019年9月7日、池袋AKビル）[40]
- 大見拓土 2ndソロイベント Journey～仲間～（2019年11月2日、新宿STAR CRANE） - MC[41]
- 大見双子バースデーイベント2020（2020年8月15日、関交協ハーモニックホール）
- 大見拓土＆大見洋太 26th Birthday記念 インターネットサイン会（2020年9月22日、オンラインYouTube、リミスタ）[42]
- 大見双子バースデーイベント2021（2021年10月9日、グレースバリ新宿本店）[43]
- OHMI × FAMILY （2022年10月1日、Yokohama mint hall）[44]
- 大見家のクリスマスパーティー（2022年12月25日、オンラインZOOM）[45]
- 「大見拓土&大見洋太 2023年度カレンダー 」発売記念イベント（2023年2月11日、SUBIR AKASAKA TOKYO）[46]
- 大見拓土&大見洋太 2023年度カレンダー オンラインサイン会（2023年2月19日、オンラインYouTube）[47]
- 大見拓土✕大見洋太 スペシャルトークイベント 2部（2023年8月13日、HMV&BOOKS SHIBUYA 5F）[48]
- 大見拓土 ＆ 大見洋太 BBQ Birthdayファンミーティング（2023年8月27日、Lounge CRIB）[49]
- Ohmi twins party2023 〜推しの双子〜（2023年12月2日・3日、新宿STAR CRANE）
- 『Ohmi Takuto&Youta Calendar 2024-2025』販売記念イベント（2024年4月7日、 SWITCH STAND SHIODOME）[50]
- 『Ohmi Takuto&Youta Calendar 2024-2025』1on1オンライントーク会（2024年5月17日、 Bitfan）[51]
- Ohmi Takuto&Youta Birthday Event（2024年8月10日、表参道グラウンド）[52]
- Ohmi Takuto&Youta X'mas Event 2024（2024年12月21日、アトリエファンファーレ東池袋）[53]
- 『Ohmi Takuto&Youta Calendar 2025-2026』販売記念イベント（2025年3月29日、渋谷フォトスタジオ）[54]
- Ohmi Takuto&Youta 31th Birthday Event（2025年7月6日、ばぐちか）[55]

#### その他イベント
- 【1部】＃ActorsRoom vol.1（2020年1月19日、高田馬場BSホール）[56]
- フォトブック『Wizards Storia vol.1』リリースチャペルイベント 2部（2021年4月12日、ホテル東京ガーデンパレス内 ホワイトチャペルホール）

- ACTORS☆LEAGUE 2021 - DIAMOND BEARS Jr.（2021年7月20日、東京ドーム）[57]
- AtoM actors ROOM vol.2（2021年9月19日、スペースYホール）[58]
- ネルケWEST プロジェクト 2.5次元 大上映祭 2022～RICE on STAGE「ラブ米」～（2022年8月6日・14日、AiiA 2.5 Theater Kobe）[59]
- 田中晃平 30th Birthday Party♪ 3部ゲスト（2023年4月30日、LA COLLEZIONE）
- 藤希宙 1st fan meeting 〜The Memorial 2023〜 2部ゲスト（2023年8月11日、LA COLLEZIONE）[60]
- 桜庭大翔「筋肉祭-28-」（2024年3月10日、TUNNEL TOKYO） - MC[61]
- ジュエルステージ「オンエア！」DVD発売記念イベント（2024年7月21日、アニメイトシアター）[62]
- 東京リベンジャーズー不離還ノ會ー（2024年12月1日、IMM THEATER）[63]
- 吉澤翼 31st Anniversary Birthday Party 2部ゲスト（2025年9月23日、与三郎ビル(新宿)）[64]

### ラジオ
- 伊藤賀一の社会科BLUES（2020年9月5日・12日、調布FM）
- 『痛快☆乙女ゲーム通信』（2022年2月5日、FM西東京）[65]

### ネット配信
- Mission in B.A.C（2019年9月5日、LINE LIVE）
- 「Mt.STAR」チャンネル 一人芝居「Naked」（2019年9月8日、LINE LIVE、Mt .STAR）
- イケメン朗読プロジェクト「books!!」 走れメロス＃3、＃4（2019年10月15日・17日、YouTube 、books アカウント）[66]
- ラジオ挑戦パロディ企画「青木空夢のすいませんでん」（2019年12月25日、YouTube 、books アカウント）[67]
- 「Mt.STAR」チャンネル 人生ゲームゆるゆる配信（2020年1月17日、LINE LIVE、Mt .STAR）
- SBチャンネル『ニュースの“なぜ？”は日本史に学べ』第44弾【特別編：演者とマネジャー】（2020年8月25日、YouTube 、SBクリエイティブチャンネル）[68]
- ビストロボーイズ 第１回（2020年8月30日、vimeo）
- SBチャンネル『ニュースの“なぜ？”は日本史に学べ』第46弾【コロナ禍の「人に見られる」仕事】（2020年12月22日、YouTube 、SBクリエイティブチャンネル）[69]
- Go to Fes!!（2020年12月30日、OPENREC.tv） - シークレットゲスト
- アストロロギアス☆山口勝平の朗読劇ナビ！（2022年3月18日、YouTube 、PLUS音STAGE）[70]
- ステフェス2022 前夜祭（2022年12月30日、 ニコニコ生放送）[71]
- 【自由が丘】双子イケメン俳優の大見拓土さん、洋太さんがムーミンムーブでお散歩【前編】、【後編】（2024年3月8日・11日、YouTube、ムーミンムーブ公式チャンネル）[72]
- #279 ギャングアワー合同配信！！（2024年4月14日、YouTube、佐野瑞樹のトークチャンネル）[73]
- PUSHPUSHLIVE!! 第四弾（2024年7月25日、17LIVE）
- 『キャストサイズニュース』第171回（2024年9月18日、ニコニコ生放送、キャストサイズ公式チャンネル）[74]
- 和泉宗兵『じゃあ、しゅうへいちゃんちで！』第１９回（2024年9月25日、ニコニコチャンネル、『じゃあ、しゅうへいちゃんちで』）[75]
- シトラボストーリーズ　第3話（2024年11月23日、 Xスペース、sitcomLab）
- 【2日連続！開幕目前YouTube生配信】DAY 1（2025年3月8日、YouTube、神戸セーラーボーイズ）[76]
- 「そらとニコにこトークch」#2（2025年5月13日、ニコニコチャンネル、藤希宙公式チャンネル「そらとニコにこトークch」）[77]
- 【アソボ2025】開幕直前！生配信！（2025年7月21日、YouTube、神戸セーラーボーイズ）[78]

## ディスコグラフィ

### キャラクターソング
| 発売日  | 商品名                                                   | 歌                                                           | 楽曲                                                        | 備考                                                               |
| 2022年  | 2022年                                                   | 2022年                                                       | 2022年                                                      | 2022年                                                             |
| ------- | -------------------------------------------------------- | ------------------------------------------------------------ | ----------------------------------------------------------- | ------------------------------------------------------------------ |
| 2月14日 | RICE on STAGE「ラブ米」第4膳～新米groove4～              | 胚―STANDARD                                                  | 「STAY SILVER ―銀シャリのままで―」                          | 舞台『RICE on STAGE ラブ米 〜Rice will come〜』劇中歌              |
| 2月14日 | RICE on STAGE「ラブ米」第4膳～新米groove4～              | 日本晴、胚―STANDARD                                          | 「苔のむすまで 米蒸らすまで」                               | 舞台『RICE on STAGE ラブ米 〜Rice will come〜』劇中歌              |
| 2月14日 | RICE on STAGE「ラブ米」第4膳～新米groove4～              | 日本晴、てんたかく、ゆめみづほ、風さやか、米米スタッフ       | 「パレ♪ パレ♪ アッパレ♪ 日本晴♪」                           | 舞台『RICE on STAGE ラブ米 〜Rice will come〜』劇中歌              |
| 2月14日 | RICE on STAGE「ラブ米」第4膳～新米groove4～              | 日本晴、胚―STANDARD、三膳目 米 SOUL BROTHERS、Osaka 米 Blues | 「米プレックス?Always 米 yourself?」                        | 舞台『RICE on STAGE ラブ米 〜Rice will come〜』劇中歌              |
| 2月14日 | RICE on STAGE「ラブ米」第4膳～新米groove4～              | ＢＯ米ＷＹ                                                   | 「One Plate Dream」                                         | 舞台『RICE on STAGE ラブ米 〜Rice will come〜』劇中歌              |
| 3月8日  | Pure Lip♥ (”MARGINAL#4”BIG BANG STAGE) - Single          | ピタゴラス★オールスター                                      | 「Pure Lip♥」                                               | 舞台『MARGINAL#4 BIG BANG STAGE』主題歌                            |
| 2023年  |                                                          |                                                              |                                                             |                                                                    |
| 7月15日 | ジュエルステージ「オンエア！」The First Music Collection | ジュエルステージ「オンエア!」オールキャスト                  | 「Before Show Opening」 「カラフルボイス」 「Now On Air！」 | 舞台『ジュエルステージ オンエア！』劇中歌                          |
| 7月15日 | ジュエルステージ「オンエア！」The First Music Collection | MAISY(ジュエルステージ「オンエア!」)                         | 「イニシャルレター」                                        | 舞台『ジュエルステージ オンエア！』劇中歌                          |
| 9月4日  | ネガイゴト - Single                                      | MAISY(ジュエルステージ「オンエア!」)                         | 「ネガイゴト」                                              | 舞台『ジュエルステージ オンエア！〜Unit Stories side MAISY』劇中歌 |

## 書籍

### 関連書籍
- フォトブック『Wizards Storia vol.1』スバル役（2021年4月）